# Batalha de Evesham
A Batalha de Evesham foi uma das duas principais batalhas da Segunda Guerra dos Barões, que ocorreu na Inglaterra no século XIII. Ela marca a derrota de Simão de Montfort e a rebelião dos barões pelo príncipe Eduardo - depois rei Eduardo I - que liderou as tropas de seu pai, Henrique III da Inglaterra. Ela ocorreu no dia 4 de agosto de 1265 em Evesham, Worcestershire.
Com a Batalha de Lewes Montfort havia ganho o controle do governo real, mas após a desistência de vários aliados próximos e a fuga do do príncipe Eduardo I, ele se encontrou na defensiva. Forçado a enfrentar as tropas reais em Evesham, ele lutou com um exército que o dobro que o seu. A batalha logo se tornou em um massacre; Montfort foi morto e seu corpo mutilado. A batalha restaurou a autonomia monárquica, intimidando o que sobrou da resistência até o Dictum de Kenilworth, que foi assinado em 1267.

## Contexto
Simão de Montfort, 6..º Conde de Leicester, tinha ganhado uma posição dominante no governo do Reino da Inglaterra após sua vitória na Batalha de Lewes um ano antes. Ele também havia aprisionado o rei, o príncipe Eduardo e o irmão do rei, Ricardo da Cornualha. No entanto, sua esfera de influência rapidamente começou a deteriorar, devido à perda de importantes aliados. Em fevereiro, Roberto de Ferrers, 6.º conde de Derby foi preso e levado à Torre de Londres. E o mais importante aliado, Gilberto de Clare, resolveu romper sua colaboração e se aliou para o lado do rei em maio do mesmo ano. Com o auxílio de Gilberto, o príncipe Eduardo conseguiu fugir de seu cativeiro.
Com os lordes da Marca Galesa em rebelião, Montfort pediu auxílio a Llywelyn ap Gruffydd, o Príncipe de Gales. Llywelyn concordou em ajudar em troca de total reconhecimento de seu título e a promessa de que ele poderia ficar com todos os ganhos da batalha. Independente do benefício Montfort teria com essa aliança, as grandes concessões lhe custaram a popularidade no país. Enquanto isso, Eduardo fazia o cerco na cidade de Gloucester, que se rendeu em 29 de junho. A única saída de Montfort era unir suas forças com o seu filho Simão VI e ir de frente com as tropas monárquicas, mas o seu filho se moveu muito lentamente de Londres. Posteriormente, Simão tentou enfrentá-los de seu forte baronês de Kenilworth, mas Eduardo conseguiu fazer com que as tropas de Montfort tivessem grandes perdas, principalmente porque muitos estavam do lado de fora do muro do castelo. Dali, o Príncipe se moveu mais para o sul, onde, no dia 4 de agosto, ele articulou uma armadilha no rio Avon, bloqueando a única ponte de travessia e forçando as tropas de Montfort a enfrenta-los sem o reforço do filho. Quando Montfort percebeu a armadilha, ele apenas comentou: "Que o Senhor tenha piedade de nossas almas, assim como eles tenham de nossos corpos".

## A batalha
Ao longo do cume de Greenhill, ao norte de Evesham, Eduardo posicionou suas tropas do lado esquerdo, com as tropas de Gilberto do lado direito. Em torno das 8 da manhã, Montfort deixou a cidade de Evesham como o início de uma grande tempestade. Na Batalha de Lewes, as forças baronesas haviam ganhado a confiança que iriam vencer de dia (graças ao senso do destino divino), reforçado peo uso das cruzes brancas em seus uniformes. Dessa vez, as tropas monárquicas tomaram suas posições e vestiram suas cruzes vermelhas para se distinguir. De acordo com o cronista William Rishanger, quando Montfort viu o avanço das tropas monárquicas, ele exclamou que "Eles não haviam aprendido consigo mesmo, mas eu iria instruí-los".
As respectivas tropas monárquicas e baronesas foram estimadas em 10 000 e 5 000. Montfort, enfrentando números desfavoráveis, decidiu concentrar suas tropas no centro do inimigo, esperando romper a linha. Inicialmente a tática funcionou, porém as tropas baronesas perderam a iniciativa, principalmente depois que infantaria de Llywelyn ap Gruffydd desertou no meio da batalha. O flanco das tropas monárquicas cercou os de Montfort e, rapidamente, com um inimigo com o dobro de homens e em um terreno desfavorável, a batalha se tornou um massacre.
Como a Batalha de Lewes ainda estava fresca na memória das tropas monárquicas, eles lutaram com um sentimento de vingança e humilhação. Como resultado, mesmo muitos terem se rendido, as tropas monárquicas mataram a maior parte dos soldados dos barões ao invés de fazerem prisioneiros, como era o costume e a prática. No que tem sido chamado de "um episódio de improcedente derramamento de sangue de nobre desde a Conquista", o filho de Montfort, Henrique, foi morto primeiro e logo depois, Montfort perdeu seu cavalo e morreu lutando. Seu corpo foi mutilado; sua cabeça, mãos, pés e testículos foram cortados fora. O rei Henrique, que havia sido feito prisioneiro e vestido a mesma roupa que o inimigo, foi resgatado por Rogério de Leybourne, um rebelde convertido.

## Consequências

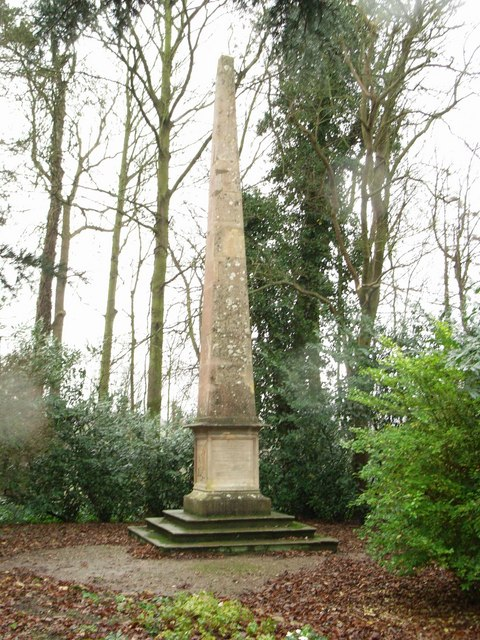
Obelisco pra comemorar a batalha de Evesham

Os monárquicos estavam ansiosos para retomar o poder após a derrota de Montfort. No Parlamento de Winchester, em setembro do mesmo ano, todos aqueles que haviam tomado parte da rebelião foram expulsos. Mesmo que a revolta do jovem Simão VI, filho de Montfort, tivesse acabado antes do Natal em Lincolnshire, alguns remanescente da rebelião ainda se mantinham. O principal problema estava nos remanescentes que estavam acampados no Castelo de Kenilworth e um cerco que começou no verão de 1266 pareceu ser inútil. No final de outubro, os monárquicos ofereceram o Dictum de Kenilworth, onde os rebeldes poderiam comprar de volta suas terras independente do seu grau de envolvimento na rebelião. Os defensores do castelo recusaram a primeira vez, mas no final do ano as condições devido ao cerco se tornaram intoleráveis e acabaram assinando o termo em 1267.
Assim como a rebelião se tornou em larga escala, a Batalha de Evesham e suas consequências marcaram o fim da oposição dos barões ao reinado de Henrique III. O reino entraria em um período de união e progresso que duraria até meados da década de 1290.